# 埃尔林·哈兰德
埃尔林·布赖于特·哈兰德（挪威語：Erling Braut Håland，挪威語發音：[ˈhòːlɑn]；英化：Erling Braut Haaland；2000年7月21日—），挪威職業足球員，司職前鋒。現效力於英超球会曼城和挪威國家足球隊。曾在英超單季的入球數為36球，超越舒利亞的紀錄（34球）。他是世界足壇公認的最佳前鋒之一，和姆巴佩、維尼修斯等均被認為是足壇新時代的領軍人物。

## 俱樂部生涯

### 布吕讷
夏蘭特年少時曾加入布吕讷的青训系统。在挪超的2015–16賽季期間，他在預備隊內效力，並在14場比賽內打進18球。夏蘭特的表現引起一線隊主帥拉森的注意，從而在2016年5月12日挪甲對陣雲希姆的比賽中派他亮相。哈蘭特在布吕讷總共上陣過16場。

### 莫爾德

#### 2017年賽季

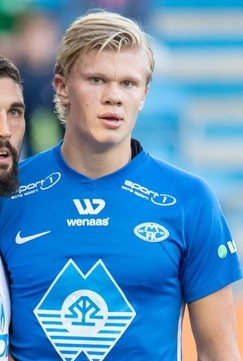
哈蘭德在2018年8月莫爾德對陣澤尼特的歐霸盃附加賽中

2017年2月1日，挪超球會莫爾德宣佈簽下哈蘭德，並在同年4月26日對上沃爾達的挪威盃比賽中首次亮相。他的首次聯賽上陣為2017年6月4日對上薩普斯堡的比賽，於71分鐘替補登場。同年9月17日，哈蘭德在對上維京的比賽中攻入其第二球，同時也是比賽的致勝球，助莫爾德以3–2全取三分，但他在進球後的慶祝被其隊友西古拉尔松批評不尊重對手的支持者。

#### 2018年賽季
2018年7月1日，哈蘭德在比賽前21分鐘便攻入四球，帶領莫爾德以4–0在客場戰勝賽前未嘗一敗的白蘭恩。在該場比賽中，曼聯的球探亦在席上。賽後，莫爾德主帥索尔斯克亚拿他與盧卡古作比較，並揭露球隊已多次拒絕其他俱樂部對哈蘭德的報價。
在接下來7月8日的比賽中，哈蘭德延續其入球走勢，貢獻兩射一傳，助球隊以5–1大勝華拉倫加。同月28日，哈蘭德在3–0戰勝拉奇的歐霸盃比賽再次進球。由於腳踝扭傷的關係，哈蘭德沒有參與莫爾德該賽季的最後三場聯賽。因為哈蘭德在2018年賽季的表現，挪超官方予其頒發克尼克森獎年度最具突破球員。

### 薩爾斯堡紅牛

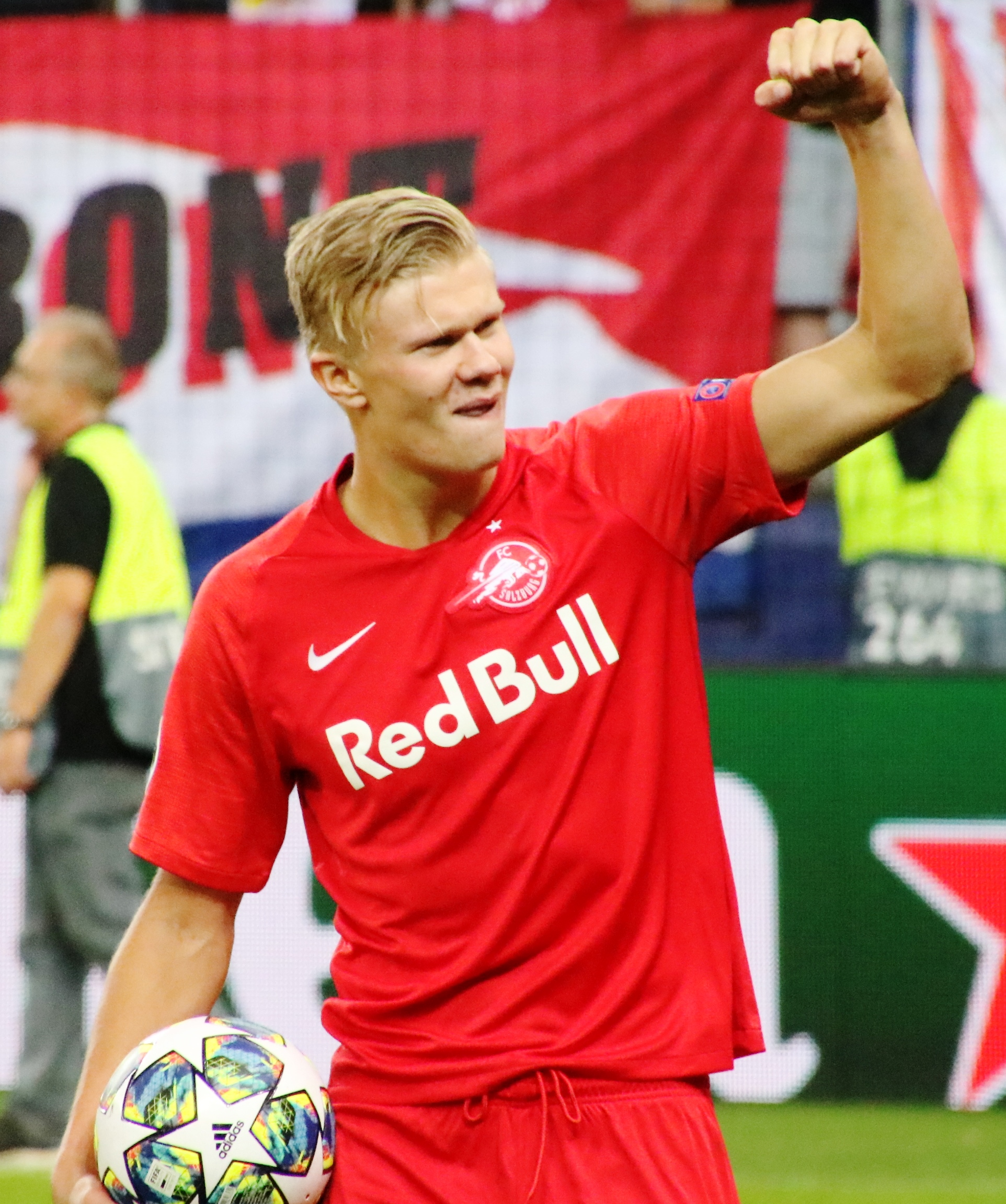
夏蘭特在2019年9月的歐冠比賽中

2018年8月19日，奧地利球會薩爾斯堡紅牛宣佈已與哈蘭德簽下五年合約，後者將在2019年元旦加盟。2019年7月19日，他在奧地利盃7–1擊敗帕恩多夫拿下自己第一次帽子戲法，而其奧甲第一次帽子戲法則是在出現在以5–2戰勝禾夫斯貝加的比賽中。9月14日，哈蘭德在對陣哈特贝格的比賽中拿到第三次帽子戲法，助球隊以7–2大勝對手，把這場比賽也計算在內的話，他已在七場聯賽內攻入11個進球。三天後，哈蘭德首次以薩爾斯堡紅牛球員身份在歐冠盃上陣，又再次帶帽，帶領球隊以6–2大勝亨克。在此後的兩場歐冠盃比賽中，他都有取得進球，分別在利物浦和拿玻里身上取得一球和兩球，使他成為史上首位在歐冠盃生涯前三場比賽內攻進六球的球員。

### 多特蒙德
2019年12月29日，夏蘭特以1800萬鎊轉會費加盟德甲球會多特蒙德，合約為期四年。2020年1月18日，夏蘭特在對陣奧格斯堡的比賽中，56分鐘入替皮什切克，首次為多蒙特在德甲比賽中上場，並分別在59、70、79分鐘入球完成帽子戲法，助「大黃蜂」以5–3取勝，也使他成為繼奧巴梅揚後，多蒙特第二個在首秀便戴帽的球員。同月24日，夏蘭特在對陣同城死敵科隆時於64分鐘替補上場，在12分鐘（76分鐘）和22分鐘（86分鐘）後分別射入一球，以梅開二度的姿態助多蒙特以5–1大勝。他是德甲史上首位在頭兩場比賽便射入五球的球員，同時也是以最少分鐘達到這一成績的人（56分鐘）。
2020年2月18日，夏蘭特在對陣巴黎聖日耳門的歐冠16強第一輪比賽中梅開二度，助「大黃蜂」以2–1在主場奏凱。在同年5月16日德甲自COVID-19疫情重启后的首场比赛中，哈兰德仍保持火热状态，打入一球帮助多特蒙德4:0赢下鲁尔区德比。之後他又在6月20日對上RB萊比錫的比賽中梅開二度，助球隊贈送兩蛋予對手。
2021年8月7日，哈兰德在德国杯对战威亨威斯巴登队的首轮比赛中，即上演帽子戏法连入三球，开启 2021-22 赛季的辉煌。一周后在德甲联赛第一天的比赛中，他又梅开二度助攻两个进球，最终多特蒙德队以 5-2 击败法兰克福队。

### 曼城
2022年5月11日，英超球會曼彻斯特城宣布與哈兰德和多蒙特達成協議，並將於2022年7月1日轉會父亲曾效力过的曼城，7月24日的季前熱身賽中，憑藉自己的進球幫助曼城1-0擊敗拜仁慕尼黑，也是哈蘭德第一次擊敗拜仁慕尼黑。8月7日，在客场2-0战胜西汉姆联的比赛中，他在自己的英超联赛首秀中打进了兩球。之後，哈蘭德在對上水晶宮與諾丁漢森林的比賽上演帽子戲法，表現驚人。10月2日哈蘭德的第一次曼市打毗，個人連中三元，打破紀錄成為首位英超連續3場主場上演帽子戲法的球員，協助曼城在主場以6-3大勝曼聯。2023年3月15日，他在歐冠曼城與萊比錫比賽中踢進5球，幫助球隊晉級8強。
2023年5月3日，哈兰德在主场3-0战胜西汉姆联的比赛中攻入了自己在首季英超聯賽中的第35球，打破了英超聯賽球員單季攻入34球的紀錄。
2024年9月22日，曼城主场2-2战平阿森纳的英超比赛中，哈兰德开场9分钟攻入一球，曼城生涯累计进球突破100枚，成为与C罗并列，为欧洲俱乐部最快打进100球的球员
2025年1月17日，曼城官方宣布與夏蘭特續約至2034年，長達9.5年合約。

## 國家隊生涯
哈蘭德在各個國家隊青年梯隊都有上陣的記錄。在挪威U-19時，他曾在2018年3月27日對上蘇格蘭U-19的比賽中取得帽子戲法，助球隊以5–4險勝並得以晉級至該年的U19歐洲國家盃。同年7年22日，哈蘭德在對陣意大利U-19的U19歐洲國家盃比賽中攻入一球，助挪威U-19以戰平對手。
2019年5月30日，哈蘭德在2019年國際足協U-20世界盃對陣宏都拉斯U-19的比賽中獨進九球。這是挪威U-20史上最大比數的勝利，也是宏都拉斯U-20的最大比分失利，同時哈蘭德亦打破國際足協U-20世界盃單場個人入球最多的紀錄，而該場比賽的最後比分（12–0）則是該世界盃史上單一球隊的最大勝利。儘管挪威U-19最後未能晉級到淘汰賽，哈蘭德也沒能在分組賽的其餘賽事取得入球，但他仍然贏得2019年國際足協U-20世界盃的金靴獎。
在2019年國際足協U-20世界盃令人印象深刻的演出，以及代表薩爾斯堡紅牛在2019年奧超的前四場比賽中攻入六球後，哈蘭德於2019年8月28日被挪威國家隊主帥拉德貝克徵召，出現在對上馬爾他和瑞典的2020年歐洲國家盃外圍賽大名單中，並在對陣前者的比賽中首次上陣。2020年9月4日，夏蘭特在2020–21年歐洲國家聯賽B對上奧地利的比賽中攻入其成年國家隊首球，但未能助挪威扭轉1–2的敗局。三天後，他在對上北愛爾蘭的比賽中梅開二度，助球隊以5–1的比數全取三分。
2024年10月10日，哈兰德在对阵斯洛文尼亞的国家联赛中梅开二度，帮助挪威3比0零封对手，个人国家队进球数累计34个，打破约尔根·尤文自1937年以来创下的纪录，以24岁的年纪成为进球最多的挪威国家队队员。

## 技術特點

#### 入球能力
夏蘭特擁有極為強勁的入球能力，目前其在英超球隊曼城上陣39場，攻入45球，平均入球數超過1，更成為單季入球最多的英超球員。據英超官方統計，夏蘭特的入球轉化率為100%，每觸球1次便可攻入1球，為英超歷史之最。

#### 走位
夏蘭特的走位技巧十分卓越，他會依照時間差和對手的腳步突破，殺防守球員措手不及。同時，他亦會閱讀對手的肢體動作，尋找最適當的起步點和走位路線，並利用其優秀的身體質素壓制對手，然後衝刺。防守球員在多數情況下無法反應，令其可以輕鬆射門。此外，雖然夏蘭特經常在後防線遊走，但大部份時間都不會越位。據英超官方統計，夏蘭特目前在英超攻入30球，卻只有7次越位紀錄，遠低於其他英超球隊的前鋒球員，這方面與「越位線上的男人」恩沙基類似。

#### 身體質素
夏蘭特的身體質素極之驚人，他身高1米94且四肢修長，而且全身肌肉發達，令其可使用身材壓制對手，製造入球機會。此外，夏蘭特的爆發力十分強，他曾在對戰韋斯咸的比賽中，用爆發力衝前接應德布劳内的直線，單刀進球。而迪布尼傳球時，夏蘭特比後防球員後超過兩個身位。可見其爆發力驚人，甚至能一瞬間彌補兩個身位的差距，
就連別人剷他球的時候還會自己受傷被擔架抬走。

## 個人生活
哈兰德的父亲阿尔菲·哈兰德是挪威前职业足球运动员，曾作为后卫效力于诺丁汉森林队、利兹联队和曼城队，哈兰德的母亲格里·玛丽塔·布赖于特曾是女子七项全能运动员。哈蘭德三歲時，他們舉家移居至挪威布吕讷居住，而他長大後亦成為了曼城的支持者，在2017年1月，哈蘭德接受挪威報紙《晚郵報》的採訪時表明自己的夢想是「以列斯聯球員的身份拿到英超冠軍」。哈兰德的表亲若纳坦·布赖于特·布鲁内斯和阿尔伯特·泰兰德都是职业足球运动员。
值得一提的是，在哈兰德為多蒙特效力時，當地球迷把一首1980年代西德流行表演乐队成吉思汗的歌曲《Moskau》，改篇成他的应援曲《哈兰德之歌》。其後在哈兰德转会曼城后，此曲再被曼城球迷改编为英语版，並在社交媒體上爆紅。

## 生涯數據

### 俱樂部
最後更新：2024年9月15日
| 俱樂部       | 球季     | 聯賽     | 聯賽 | 聯賽 | 盃賽 | 盃賽 | 州際賽 | 州際賽 | 其他 | 其他 | 總計 | 總計 |
| 俱樂部       | 球季     | 聯賽     | 上陣 | 進球 | 上陣 | 進球 | 上陣   | 進球   | 上陣 | 進球 | 上陣 | 進球 |
| ------------ | -------- | -------- | ---- | ---- | ---- | ---- | ------ | ------ | ---- | ---- | ---- | ---- |
| 布吕讷       | 2016     | 挪甲     | 16   | 0    | 0    | 0    | —      | —      | —    | —    | 16   | 0    |
| 莫爾德       | 2017     | 挪超     | 14   | 2    | 6    | 2    | —      | —      | —    | —    | 20   | 4    |
| 莫爾德       | 2018     | 挪超     | 25   | 12   | 0    | 0    | 5      | 4      | —    | —    | 30   | 16   |
| 莫爾德       | 總計     | 總計     | 39   | 14   | 6    | 2    | 5      | 4      | —    | —    | 50   | 20   |
| 薩爾斯堡紅牛 | 2018–19  | 奧甲     | 2    | 1    | 2    | 0    | 1      | 0      | —    | —    | 5    | 1    |
| 薩爾斯堡紅牛 | 2019–20  | 奧甲     | 14   | 16   | 2    | 4    | 6      | 8      | —    | —    | 22   | 28   |
| 薩爾斯堡紅牛 | 總計     | 總計     | 16   | 17   | 4    | 4    | 7      | 8      | —    | —    | 27   | 29   |
| 多蒙特       | 2019–20  | 德甲     | 15   | 13   | 1    | 1    | 2      | 2      | —    | —    | 18   | 16   |
| 多蒙特       | 2020–21  | 德甲     | 28   | 27   | 4    | 3    | 8      | 10     | 1    | 1    | 41   | 41   |
| 多蒙特       | 2021–22  | 德甲     | 24   | 22   | 2    | 4    | 3      | 3      | 1    | 0    | 30   | 29   |
| 總計         | 總計     | 總計     | 67   | 62   | 7    | 8    | 13     | 15     | 2    | 1    | 89   | 86   |
| 曼城         | 2022-23  | 英超     | 35   | 36   | 0    | 0    | 11     | 12     | 1    | 0    | 47   | 48   |
| 曼城         | 2023-24  | 英超     | 31   | 27   | 3    | 5    | 9      | 6      | 1    | 0    | 44   | 38   |
| 曼城         | 2024-25  | 英超     | 4    | 10   |      |      |        |        |      |      |      |      |
| 生涯總計     | 生涯總計 | 生涯總計 | 186  | 147  | 17   | 14   | 28     | 32     | 3    | 1    | 213  | 175  |

1. ↑  歐霸盃資格賽
2. ↑  歐霸盃
3. 1 2 3 4  歐冠
4. ↑  德國超級盃

### 國家隊
最後更新：2025年3月25日
| 挪威 | 挪威 | 挪威 |
| 年份 | 上陣 | 進球 |
| ---- | ---- | ---- |
| 2019 | 2    | 0    |
| 2020 | 5    | 6    |
| 2021 | 8    | 6    |
| 2022 | 8    | 9    |
| 2023 | 6    | 6    |
| 2024 | 10   | 11   |
| 2025 | 2    | 2    |
| 總計 | 41   | 40   |

#### 國家隊進球
| 球數 | 日期           | 場館                               | 對手       | 進球 | 結果 | 性質                        |
| ---- | -------------- | ---------------------------------- | ---------- | ---- | ---- | --------------------------- |
| 1.   | 2020年9月4日   | 挪威奧斯陸烏勒瓦爾球場             | 奥地利     | 1–2  | 1–2  | 歐國聯B分組賽               |
| 2.   | 2020年9月7日   | 北爱尔兰貝爾法斯特溫莎公園         | 北爱尔兰   | 2–1  | 5–1  | 歐國聯B分組賽               |
| 3.   | 2020年9月7日   | 北爱尔兰貝爾法斯特溫莎公園         | 北爱尔兰   | 5–1  | 5–1  | 歐國聯B分組賽               |
| 4.   | 2020年10月11日 | 挪威奧斯陸烏勒瓦爾球場             | 羅馬尼亞   | 1–0  | 4–0  | 歐國聯B分組賽               |
| 5.   | 2020年10月11日 | 挪威奧斯陸烏勒瓦爾球場             | 羅馬尼亞   | 3–0  | 4–0  | 歐國聯B分組賽               |
| 6.   | 2020年10月11日 | 挪威奧斯陸烏勒瓦爾球場             | 羅馬尼亞   | 4–0  | 4–0  | 歐國聯B分組賽               |
| 7.   | 2021年6月2日   | 西班牙馬拉加玫瑰園球場             | 盧森堡     | 1–0  | 1–0  | 友誼賽                      |
| 8.   | 2021年9月1日   | 挪威奧斯陸烏勒瓦爾球場             | 荷蘭       | 1-0  | 1-1  | 2022年國際足協世界盃外圍賽  |
| 9.   | 2021年9月4日   | 拉脫維亞里加道加瓦國家體育館       | 拉脫維亞   | 1-0  | 2-0  | 2022年國際足協世界盃外圍賽  |
| 10.  | 2021年9月7日   | 挪威奧斯陸烏勒瓦爾球場             | 直布罗陀   | 2-0  | 5–1  | 2022年國際足協世界盃外圍賽  |
| 11.  | 2021年9月7日   | 挪威奧斯陸烏勒瓦爾球場             | 直布罗陀   | 3–0  | 5–1  | 2022年國際足協世界盃外圍賽  |
| 12.  | 2021年9月7日   | 挪威奧斯陸烏勒瓦爾球場             | 直布罗陀   | 5–1  | 5–1  | 2022年國際足協世界盃外圍賽  |
| 13.  | 2022年3月25日  | 挪威奧斯陸烏勒瓦爾球場             | 斯洛伐克   | 1–0  | 2–0  | 友誼賽                      |
| 14.  | 2022年3月29日  | 挪威奧斯陸烏勒瓦爾球場             | 亞美尼亞   | 1-0  | 9–0  | 友誼賽                      |
| 15.  | 2022年3月29日  | 挪威奧斯陸烏勒瓦爾球場             | 亞美尼亞   | 5–0  | 9–0  | 友誼賽                      |
| 16.  | 2022年6月2日   | 塞爾維亞贝尔格莱德红星体育场       | 塞爾維亞   | 1-0  | 1–0  | 歐國聯B分組賽               |
| 17.  | 2022年6月5日   | 瑞典索尔纳友谊竞技场               | 瑞典       | 1-0  | 2–1  | 歐國聯B分組賽               |
| 18.  | 2022年6月5日   | 瑞典索尔纳友谊竞技场               | 瑞典       | 2–0  | 2–1  | 歐國聯B分組賽               |
| 19.  | 2022年6月12日  | 挪威奧斯陸烏勒瓦爾球場             | 瑞典       | 1-0  | 3–2  | 歐國聯B分組賽               |
| 20.  | 2022年6月12日  | 挪威奧斯陸烏勒瓦爾球場             | 瑞典       | 2–0  | 3–2  | 歐國聯B分組賽               |
| 21.  | 2022年9月24日  | 斯洛維尼亞卢布尔雅那Stožice体育场  | 斯洛維尼亞 | 1-0  | 1–2  | 歐國聯B分組賽               |
| 22.  | 2023年6月17日  | 挪威奧斯陸烏勒瓦爾球場             | 苏格兰     | 1-0  | 1–2  | 2024年歐洲國家盃外圍賽      |
| 23.  | 2023年6月20日  | 挪威奧斯陸烏勒瓦爾球場             | 賽普勒斯   | 2-0  | 3–1  | 2024年歐洲國家盃外圍賽      |
| 24.  | 2023年6月20日  | 挪威奧斯陸烏勒瓦爾球場             | 賽普勒斯   | 3–0  | 3–1  | 2024年歐洲國家盃外圍賽      |
| 25.  | 2023年9月12日  | 挪威奧斯陸烏勒瓦爾球場             |            | 1-0  | 2–1  | 2024年歐洲國家盃外圍賽      |
| 26.  | 2023年10月12日 | 賽普勒斯拉纳卡AEK竞技场            | 賽普勒斯   | 2-0  | 4–0  | 2024年歐洲國家盃外圍賽      |
| 27.  | 2023年10月12日 | 賽普勒斯拉纳卡AEK竞技场            | 賽普勒斯   | 3-0  | 4–0  | 2024年歐洲國家盃外圍賽      |
| 28.  | 2024年6月5日   | 挪威奧斯陸烏勒瓦爾球場             | 科索沃     | 1–0  | 3–0  | 熱身賽                      |
| 29.  | 2024年6月5日   | 挪威奧斯陸烏勒瓦爾球場             | 科索沃     | 2–0  | 3–0  | 熱身賽                      |
| 30.  | 2024年6月5日   | 挪威奧斯陸烏勒瓦爾球場             | 科索沃     | 3–0  | 3–0  | 熱身賽                      |
| 31.  | 2024年6月8日   | 丹麦西布伦比布伦比体育场           | 丹麦       | 1–2  | 1–3  | 熱身賽                      |
| 32.  | 2024年9月9日   | 挪威奧斯陸烏勒瓦爾球場             | 奥地利     | 2–1  | 2–1  | 歐國聯B分組賽               |
| 33.  | 2024年10月10日 | 挪威奧斯陸烏勒瓦爾球場             | 斯洛維尼亞 | 1–0  | 3–0  | 歐國聯B分組賽               |
| 34.  | 2024年10月10日 | 挪威奧斯陸烏勒瓦爾球場             | 斯洛維尼亞 | 3–0  | 3–0  | 歐國聯B分組賽               |
| 35.  | 2024年11月14日 | 斯洛維尼亞卢布尔雅那斯托日采體育場 | 斯洛維尼亞 | 2–1  | 4–1  | 2024年至2025年歐洲國家聯賽B |
| 36.  | 2024年11月17日 | 挪威奥斯陆乌勒瓦尔球场             |            | 1–0  | 5–0  | 2024年至2025年歐洲國家聯賽B |
| 37.  | 2024年11月17日 | 挪威奥斯陆乌勒瓦尔球场             | 2–0        |      | 5–0  | 2024年至2025年歐洲國家聯賽B |
| 38.  | 2024年11月17日 | 挪威奥斯陆乌勒瓦尔球场             | 4–0        |      | 5–0  | 2024年至2025年歐洲國家聯賽B |
| 39.  | 2025年3月22日  | 摩尔多瓦基希讷乌津布鲁体育场       | 摩尔多瓦   | 2–0  | 5–0  | 2026年國際足協世界盃外圍賽  |
| 40.  | 2025年3月25日  | 匈牙利德布勒森纳杰尔代体育场       | 以色列     | 4–1  | 4–2  | 2026年國際足協世界盃外圍賽  |

## 榮譽

### 球會
薩爾斯堡紅牛
- 奧地利足球甲級聯賽冠軍：2018–19、2019–20
- 奧地利盃冠軍：2018–19

 多特蒙德
- 德國盃冠軍：2021[56]

 曼城
- 英格蘭足球超級聯賽冠軍：2022–23[57]、2023–24
- 英格蘭足總盃冠軍：2022–23[58]
- 欧洲冠军联赛冠军：2022–23
- 歐洲超級盃冠軍：2023[59]
- 世界冠軍球會盃冠軍：2023[60]
- 英格蘭社區盾冠軍：2024

### 國家隊
挪威U17
- 司伦卡盃：2016[61]

### 個人
- 奈森獎（英语：Kniksen_Award）年度最具突破球員：2018年[17]
- 世青盃金靴獎：2019年[42]
- 歐洲冠軍聯賽最具突破11人：2019年[62]
- 德甲本月最佳球員：2020年1月[63]
- 德甲本月最佳新秀：2020年1月、2020年2月[64]
- 德甲聯賽最佳球員：2020-21
- 歐洲金童獎：2020年[65]
- 英超金靴獎：2022-23年
- 歐洲金靴獎: 2022–23[66]
- 英格蘭超級足球聯賽赛季最佳球員：2022-23

## 外部連結
- Soccerway資料庫：埃尔林·哈兰德